# Homeros
Homeros (grekiska: Ὅμηρος [hómɛːros]: Hómēros) är enligt traditionen författare till de klassiska eposen Iliaden och Odysséen. Diktverken skrevs omkring 800 f.Kr. Frågan om Homeros var en verklig historisk person eller ej och huruvida han ensam skrev de båda verken, "den homeriska frågan", är dock mycket omdiskuterad. För tillfället anser dock de flesta (men långt ifrån alla) forskare att han funnits. 
De båda epos som tillskrivs Homeros är de äldsta grekiska verk som finns bevarade till vår tid, och de inleder följaktligen den grekiska antikens litteratur. Iliaden och Odysséen är de delar som finns kvar av vad som brukar kallas den trojanska cykeln i vilken de båda utgör andra respektive sjunde delarna. Det anses att Iliaden är det äldre av verken och att Odysséen författades några årtionden senare. De beskriver händelser under och kring det trojanska kriget. Iliaden utspelas under själva kriget och Odysséen under en av de grekiska hjältarnas, Odysseus, hemfärd från kriget. De är omfångsrika diktverk: Iliaden omfattar cirka 16 000 verser och Odysséen cirka 12 000, författade på versmåttet daktylisk hexameter. De homeriska eposen hade ett mycket stort inflytande på antikens grekiska kultur.

## Biografi

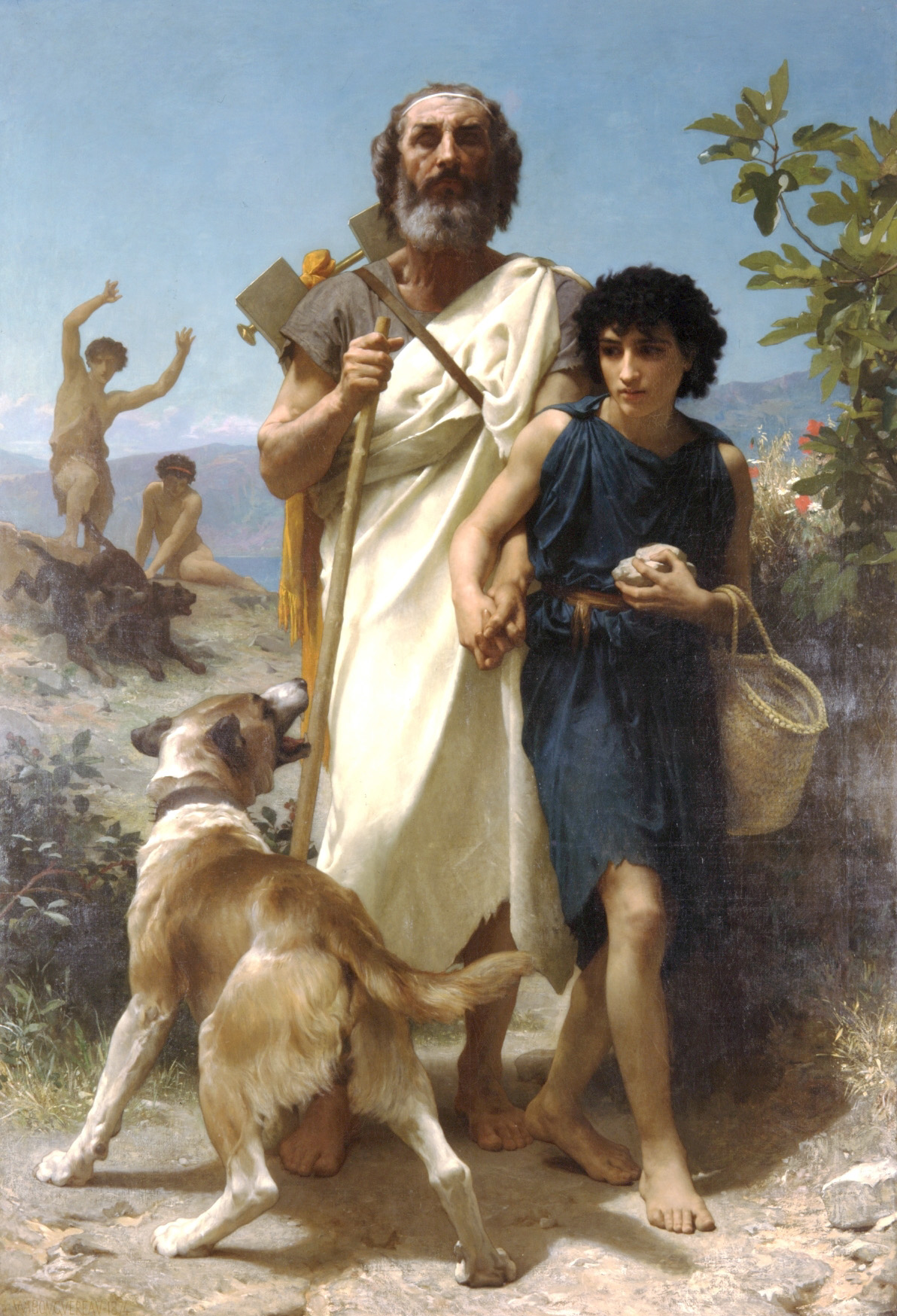
Homère et son guide ("Homeros och hans ledsagare") av William Bouguereau (1874).

Enligt traditionen var Homeros blind. Två inslag i de homeriska texterna stöder denna uppfattning. För det första är aoiden Demodokos, som uppträder i Odysséen för att sjunga episoder ur kriget i Troja, blind. För det andra säger författaren till den homeriska hymnen till den deliska Apollon (vid tiden tillskriven Homeros) om sig själv: τυφλὸς ἀνήρ, οἰκεῖ δὲ Χίῳ ἔνι παιπαλοέσσῃ ("en blind man, som bor på det bergiga Chios").
Flera joniska platser (Chios, Smyrna, Kyme och även Kolofon) gjorde anspråk på att vara Homeros ursprungsort. I själva verket vet man ingenting om Homeros liv.

## Verk
Homeros tillskrivs författarskapet till Iliaden och Odysséen. I antiken tillskrevs han dessutom flera andra dikter, av vilka ett antal hymner och epigram ännu finns i behåll, samt den så kallade Βατραχομυομαχία ("Batrachomyomachia", "striden mellan grodor och möss"), en komisk hjältedikt som parodierar Iliaden. Redan tidigt var man dock på det klara med att dessa dikter tillkommit under senare och delvis vitt skilda tider. Under antiken fick namnet Homeros ofta stå för epiken i största allmänhet. Det är endast från Platons och Aristoteles tid som Homeros anses vara författare till enbart Iliaden och Odysséen.

## Den homeriska frågan

L'Apothéose d'Homère ("Homeros apoteos") av Jean Auguste Dominique Ingres (1827), Louvren

Under den klassiska perioden i Grekland var den allmänna uppfattningen att en man vid namn Homeros hade skrivit både Iliaden och Odysséen. Redan tidigt uppstod dock visst tvivel på att samma person hade skrivit båda verken. De som hävdade att två olika personer skrivit Iliaden respektive Odysséen kom att kallas οἱ χωρίζοντες (hoi chorizontes), "avskiljarna".  Under den hellenistiska perioden framfördes denna ståndpunkt av Xenon och Hellanikos. 
Det finns stora likheter i stil mellan de båda verken, men också stora skillnader. Många av de poetiska formlerna förekommer i båda verken, men det finns skillnader i ordförråd och uppbyggnad och en skillnad i beskrivningen av gudarna och deras intresse för människornas förehavanden. I Iliaden ingriper gudarna ofta i handlingen, men bråkar också sinsemellan. I Odysséen är deras ingripanden mer sällsynta och gudarna är mer fridfulla. En uppfattning som framkom tidigt var att de två verken skrivits under olika perioder av Homeros liv. 
Under 1700-talet ställdes det som kom att kallas "den homeriska frågan", om verkens enhet, av först François Hédelin d'Aubignac (i Conjectures académiques, publicerad 1715) och sedan Friedrich August Wolf (i Prolegomena ad Homerum, 1795). De hävdade att de texter vi känner är ett verk av en senare redaktör.
Från 1700-talet diskuterades den homeriska frågan livligt och två skolor urskilde sig. En riktning, "analytikerna", försökte urskilja en ursprunglig dikt som skulle ha skrivits av Homeros själv från senare tillägg och ändringar, och underströk osammanhängande inslag i texten, exempelvis att den trojanske hjälten Pylemenes blir dödad i den femte boken men återkommer längre fram. Den andra riktningen, "unitarierna", underströk å sin sida enhetligheten i verkens komposition och stil och försvarade tesen om en enda författare, Homeros, som hade författat verken med utgångspunkt i olika källor som fanns på hans tid. Skillnaderna mellan de två verken kan förklaras med att Iliaden skrevs av en ung författare och Odysséen av samme författare på äldre dagar, eller av en efterföljare i hans skola. Den vanligaste uppfattningen bland nutida forskare är att de två verken inte är skrivna av samma person. 
Ytterligare idéer om Homeros identitet har framförts. Det kan tänkas att Homeros inte var en författare utan ett samlingsnamn för ett kollektiv. Ett förslag är att Homeros är ett namn som i efterhand har bildats för att beteckna en tänkt anfader till en grupp sångare, "homeriderna" från ön Chios, och att eposen skulle vara en samling av deras dikter. De många turerna kring den homeriska frågan fick Aldous Huxley att skämtsamt tillskriva Iliaden "antingen Homeros eller, om inte Homeros, någon annan med samma namn" ("either Homer or, if not Homer, somebody else of the same name"). Det har även föreslagits att Homeros inte var en man utan en kvinna. Den klassiske filologen och översättaren Richard Lattimore har skrivit en text med titeln "Homer: Who was she?" ("Homeros: Vem var hon?"), och Samuel Butler tänkte sig en ung siciliansk kvinna som författare till Odysséen (men inte till Iliaden). Robert Graves spann vidare på denna idé i sin roman Homer’s Daughter.

### Muntlig diktning
Idag anser de flesta att de homeriska eposen skrevs under en övergångstid, då en kultur med muntlig komposition och tradering efterträddes av en skriftlig kultur. Den vanliga uppfattningen bland forskare från 1900-talet är att Iliaden baserades på en flera hundra år lång tradition av muntlig episk diktning. Ett typiskt stildrag i de homeriska eposen är stående uttryck, så kallade formler, av typen "epitet plus egennamn", sådana som "den snabbfotade Akilles" och "den vitarmade Hera". I en känd avhandling, utgiven på franska 1928 med titeln L'Épithète traditionnelle chez Homère, visade Milman Parry att dessa många vanligt förekommande formler är underkastade precisa rytmiska scheman som underlättar aoidens (sångarens) arbete. Detta system återfinns också i muntlig poesi.
Parry och hans elev Albert Lord gav också ett exempel på muntlig epik: de serbiska barderna i området vid Novi Pazar, som var analfabeter men kunde recitera långa, perfekt versifierade dikter, och då använde denna typ av rytmiska formler. Efter att ha dokumenterat flera av dessa epos märkte Lord när han återvände några år senare att de ändringar som barderna hade gjort var minimala.

## Texttraditionen
Olika idéer har framförts också när det gäller tidpunkten för när eposen nedtecknades i skrift. En möjlighet är att den historiske Homeros levde under den tid då det grekiska alfabetet infördes, vilket anses ha varit under 700-talet f.Kr., och antingen dikterade sitt verk för en skrivare eller själv var en av de första rapsoder som även var läs- och skrivkunnig.
En annan möjlighet, som har stöd i antik tradition, är att, oavsett om verken hade en mer eller mindre fastlagd form innan dess, själva nedskrivningen av dem skedde i Aten på 500-talet f.Kr. Enligt Cicero (i De oratore III, 40) blev de två eposen för första gången fästa i skrift på order av Peisistratos, som var härskare i Aten på 500-talet f.Kr. Han införde en lag som tvingade varje sångare eller bard som genomreste Aten att recitera alla verser av Homeros som han kände till inför stadens skrivare, som upptecknade varje version och förenade dem till det som numera kallas Iliaden och Odysséen. Peisistratos son Hipparchos befallde att skriften skulle reciteras varje år under Panathenaia, enligt dialogen Hipparchos, som tillskrivs Platon.
En tredje idé, som framförts av bland andra Gregory Nagy, är att ingen fast kanonisk skriftlig version av eposen fastslogs förrän under den hellenistiska perioden (tredje till första århundradet f.Kr.).
De homeriska texterna skrevs och lästes på rullar av pergament eller papyrus. Ingen av dessa rullar har bevarats intakt till vår tid. Kvar finns endast fragment, som har upphittats i Egypten. De äldsta av dessa kommer från 200-talet f.Kr. En av dessa, Sorbonne inv. 255, visar att, i motsats till vad man trodde till dess:
- Uppdelningen av verken i vardera 24 sånger, numrerade med de 24 bokstäverna i det joniska alfabetet, föregår de alexandrinska grammatikernas arbete under den hellenistiska epoken
- Uppdelningen i sånger motsvarar inte en praktisk nödvändighet (en sång per rulle)

De första som utarbetade en kritisk utgåva av de homeriska texterna var grammatikerna i Alexandria. Zenodotos från Efesos, förste bibliotekarie vid biblioteket i Alexandria, påbörjade arbetet med uttolkningen, medan hans efterträdare Aristofanes från Byzantion upprättade interpunktionen i texten. Aristarchos från Samothrake, Aristofanes efterträdare, skrev kommentarer till Iliaden och Odysséen, och försökte skilja den attiska texten, som upprättats på Peisistratos order, från de hellenistiska tilläggen.
På 200-talet e.Kr. spred romarna användningen av codex, det vill säga den typ av bok vi känner idag, i Medelhavsområdet. De äldsta handskrifter i denna form som har bevarats kommer från 900-talet och framställdes av bysantinska skrivare. Detta gäller till exempel Venetus 454A, en av de bästa bevarade handskrifterna, som Français d’Anse de Villoison använde för att 1788 upprätta en av de bästa utgåvorna av Iliaden. På 1100-talet sammanställde den lärde Eustatios från Thessaloniki de alexandrinska kommentarerna. 1488 gjordes den första tryckta utgåvan av verken i Florens.

## Det homeriska språket
Det homeriska språket, eller den "homeriska dialekten", är i första hand ett episkt språk, som var ålderdomligt redan under 700-talet f.Kr. och, om man antar att detta skedde flera hundra år senare, än mer då den skriftliga formen fastställdes.
Den homeriska dialekten är ett konstspråk och inte en dialekt som vid något tillfälle användes av någon folkgrupp. Den blandar drag från olika dialekter och olika språkhistoriska stadier. I grunden är den baserad på en jonisk dialekt, med stora inslag av aiolisk dialekt. De aioliska formerna används mestadels som varianter av metriska skäl.
Olika sätt att förklara dialektblandningen har föreslagits. Idén att det homeriska språket baseras på en verklig dialekt från ett område där joniska och aioliska dialektdrag var blandade har inte fått stöd av moderna forskare. En tidigare vanlig hypotes var att diktverken ursprungligen var avfattade på aioliska och sedan överfördes till joniska. De aioliska inslagen skulle då vara rester som inte så lätt hade låtit sig överföras. Denna tanke anses numera mindre sannolik och i stället kan man tänka sig att den muntliga traditionen till viss del har ett aioliskt ursprung och att joniska poeter tog över vissa formler i aiolisk form och inlemmade dem i sina verk tillsammans med nybildade joniska formler.
Vissa ord hos Homeros återfinns i klassisk grekiska i övrigt endast i arkadisk-kypriska dialekter, och man har därför tidigare räknat med ett tredje, arkadiskt-kypriskt, dialektinslag i det homeriska språket. Efter att Linear B-inskrifterna från Greklands bronsålder kunnat tydas på 1950-talet har det visat sig att vissa av dessa ord fanns i mykensk grekiska. Det antas därför vanligen numera att dessa ord är nedärvda inom den joniska dialekten från den mykenska grekiskan.  Detta har framförts som argument för hypotesen att den episka traditionen går tillbaka ända till mykensk tid, men även detta är mycket osäkert och omdiskuterat.
Dikterna uppvisar även en del atticismer (attiska dialektdrag). Dessa brukar tolkas som senare införda ändringar, och editorer har ofta försökt rensa ut dem. Senare forskare har dock hävdat att de flesta atticismerna är ganska ytliga ändringar. De relativt få större atticistiska förändringarna kan härröra från den text som sägs ha framställts i Aten på 500-talet f.Kr. Vissa inslag som av tidigare editorer har uppfattats som senare förändringar kan i själva verket vara skapade av Homeros, som blandade både arkaismer och nymodigheter i sitt språkbruk.
Homeros utnyttjar de olika dialektdragen som det passar metriskt och det går därför inte att skilja olika tidsstadier i kompositionen genom att urskilja olika dialektdrag. Inslag från olika dialekter och språkhistoriska stadier kan förekomma inom ett och samma uttryck.
Efter Homeros tid blev det homeriska språket en norm för episkt språkbruk och episk och didaktisk litteratur på hexameter avfattades på homerisk dialekt. Även inom andra litterära genrer fanns påverkan från den homeriska dialekten, exempelvis inom tragedin där homeriska inslag gav en episk färgning åt det i övrigt attiska språket. 

## Homeros och den historiska verkligheten

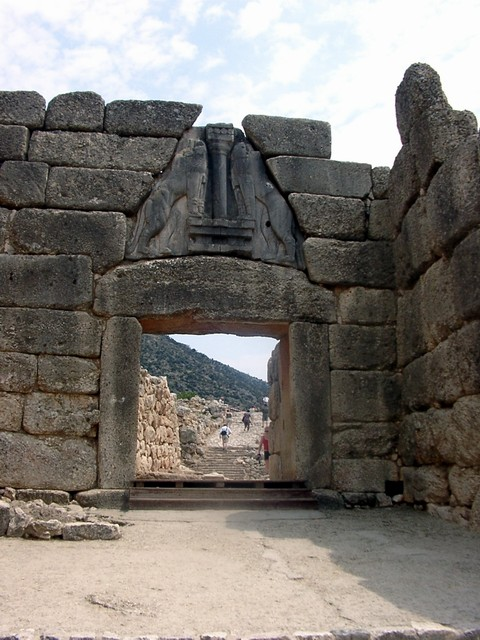
Lejonporten i Mykene.

Antikens författare ansåg att Homeros berättade om händelser som hade skett i verkligheten, och att det trojanska kriget verkligen hade ägt rum. När Heinrich Schliemann på 1800-talet genomförde sina arkeologiska utgrävningar i Troja och Mykene uppfattades det som att man fann bevis för sanningshalten i Homeros verk. När den arkeologiska kunskapen om det mykenska samhället fördjupades, och när man lyckades tyda Linear B-texterna, blev denna uppfattning mindre hållbar. Det samhälle som verkligen hade existerat i Grekland liknade inte det som beskrivs i sångerna.

## Eftermäle
Nedslagskratern Homer på planeten Merkurius och asteroiden 5700 Homerus är uppkallade efter honom.

## Översättningar till svenska

### Erland Lagerlöf
- Homeros (1908). Homeros' Odyssée / från grekiskan av Erland Lagerlöf. Stockholm. Libris 443695
  - Homeros (1957). Homeros' Odyssé / med företal av Harry Martinson ; från grekiskan av Erland Lagerlöf ; [övers. revid. av Gerhard Bendz]. Lund: Gleerup. Libris 505515
  - Homeros (2012). Odysséen : Lagerlöfs Homeros : Erland Lagerlöfs klassiska översättning / utgiven och kommenterad av Jan Stolpe och med inledning av Jesper Svenbro. Svenska klassiker / utgivna av Svenska akademien, 99-2090989-0. Stockholm: Svenska akademien i samverkan med Atlantis. Libris 18150748. ISBN 978-91-7353-549-6. http://litteraturbanken.se/forfattare/Homeros/titlar/LagerlofsHomerosOdysseen/info
- Homeros (1912). Homeros' Iliad  / från grekiskan av Erland Lagerlöf. Lund: Gleerup. Libris 504813
  -  Homeros' Iliad / från grekiskan av Erland Lagerlöf ; i bearb. och med inledning av Gerhard Bendz. Lund: Gleerup. 1958. Libris 8073372
  - Homeros (2012). Iliaden : Lagerlöfs Homeros : Erland Lagerlöfs klassiska översättning / utgiven och kommenterad av Jan Stolpe och med inledning av Jesper Svenbro. Svenska klassiker / utgivna av Svenska akademien, 99-2090989-0. Stockholm: Svenska akademien i samverkan med Atlantis. Libris 18150747. ISBN 978-91-7353-550-2. http://litteraturbanken.se/forfattare/Homeros/titlar/LagerlofsHomerosIliaden/info

### Carl Anton Melander
- Iliaden / metriskt öfversatt af C. A. Melander. Skellefteå. 1904-1906. Libris 2142815

### Tord Bæckström
- Sången om Ilion : (Iliaden) / översättning från grekiska samt inledning och kommentar av Tord Bæckström. Forum pocket. Stockholm: Forum. 1972. Libris 7253904. ISBN 91-37-05228-4
- Sången om Odysseus : (Odysséen) / översättning från grekiska samt inledning och kommentar av Tord Bæckström. Forumbiblioteket, 99-0110069-0. Stockholm: Forum. 1975. Libris 7254070. ISBN 91-37-05828-2

### Ingvar Björkeson
- Odysséen / tolkad och kommenterad av Ingvar Björkeson. Levande litteratur, 99-0208799-X. Stockholm: Natur och kultur. 1995. Libris 7229392. ISBN 91-27-04399-1
- Iliaden / tolkad och kommenterad av Ingvar Björkeson ; inledning av Sture Linnér. Levande litteratur, 99-0208799-X. Stockholm: Natur och kultur. 1999. Libris 7230276. ISBN 91-27-07757-8